# 1933 en Colombie-Britannique
Chronologie de la Colombie-Britannique
- 1929
- 1930
- 1931
- 1932
- 1933
- 1934
- 1935
- 1936
- 1937

Cette page concerne des événements qui se sont produits durant l'année 1933 dans la province canadienne de Colombie-Britannique.

## Politique

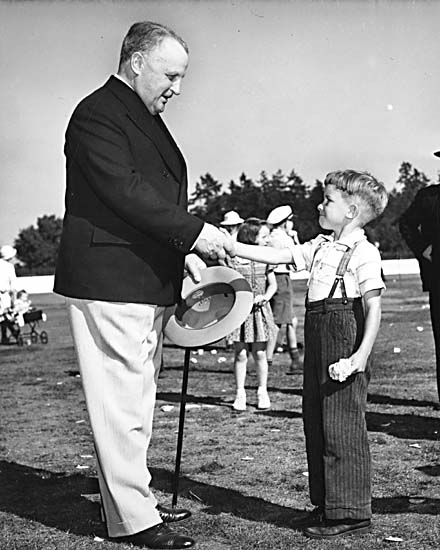
Thomas Dufferin Pattullo

- Premier ministre : Simon Fraser Tolmie puis Thomas Dufferin Pattullo.
- Chef de l'Opposition :  Thomas Dufferin Pattullo du Parti Libéral puis Robert Connell du Parti social démocratique du Canada
- Lieutenant-gouverneur : John William Fordham Johnson
- Législature :

## Événements
- 13 septembre : élection générale britanno-colombienne. Thomas Dufferin Pattullo chef du Parti libéral est élu Premier ministre de la Colombie-Britannique.

## Décès
- 25 octobre : William John Bowser, premier ministre de la Colombie-Britannique.